# 894
Cette page concerne l'année 894  du calendrier julien.
L'année 894 est une année commune qui commence un mardi.

## Événements
- Janvier - mars[1] : appelé par Bérenger Ier de Frioul contre son compétiteur Guy III de Spolète, Arnulf de Carinthie passe en Italie à la tête de la première armée allemande.
- 2 février : Arnulf de Carinthie met Bergame à sac puis soumet les villes de Lombardie avant de rentrer en Germanie pour se retourner contre Rodolphe de Bourgogne[2].
- Avril : Arnulf rentre d'Italie par le col du Grand-Saint-Bernard. Ses troupes ravagent la Bourgogne transjurane[3].
- 31 juillet : l'émir Ibrahim II aghlabide d'Ifriqiya quitte Kairouan pour installer sa capitale à Tunis[4].
- 30 septembre : le Japon suspend l'envoi d'ambassadeurs en Chine sur la recommandation de son envoyé Sugawara no Michizane[5].
- Automne[6] : reprise de la guerre entre les Byzantins et les Bulgares (fin en 896). Siméon Ier de Bulgarie envahit la Thrace et la Macédoine, bat l’armée impériale envoyée contre lui et menace Constantinople. 
  - Le monopole du commerce bulgare est accordé aux marchands grecs Staurakios et Kosmas, « amis » de Stylianos Zaoutzès. Ils en transfèrent le siège de Constantinople à Thessalonique, au préjudice des Bulgares dont les marchandises sont frappées de droits élevés (kommerkion)[7]. Léon VI n’ayant tenu aucun compte des réclamations de Siméon, celui-ci envahit l'empire ; les Byzantins font alors alliance avec les Magyars contre les Bulgares[8].
- 12 décembre : à la mort de Guy III de Spolète[9], son fils Lambert, associé à l'empire depuis 891, lui succède sous la conduite de sa mère Ageltrude, en compétition avec Arnulf de Carinthie[10].

- Début du règne de Mojmír II, roi de Grande-Moravie. Une guerre éclate entre les fils de Svatopluk pour sa succession. La Moravie est séparée de la Bohême dès 895 et Mojmír II doit accepter de rétablir la liturgie latine[11].
- Établissement Qarmate à Bahreïn[12]. Ils dépêchent des missionnaires dans le Sind[13].
- Fondation de l'abbaye d'Aurillac par Géraud, comte d'Aurillac[14].